# 一条順子
一条順子（いちじょう じゅんこ / よりこ、1827年3月1日（文政10年2月4日） - 1908年（明治41年）1月24日）は、公卿・一条忠香の正室。院号は松寿院。

## 生涯
伏見宮邦家親王の第二王女として生まれる。初めは満津宮矩子女王と称するが、1852年（嘉永5年）に一条忠香に嫁いだ後、順子に名を改めた。1863年（文久3年）に忠香が没すると、剃髪して松寿院と号する。1908年（明治41年）1月24日に没する。享年82。

## 栄典
- 1908年（明治41年）1月23日 - 勲二等宝冠章[2]

## 血縁
- 父 - 伏見宮邦家親王
- 母 - 女房・中村杣
  - 兄 - 山階宮晃親王
  - 兄 - 久邇宮朝彦親王
  - 弟 - 小松宮彰仁親王
  - 弟 - 北白川宮能久親王
  - 弟 - 華頂宮博経親王
  - 弟 - 閑院宮載仁親王
  - 弟 - 東伏見宮依仁親王など
- 夫 - 一条忠香
  - 娘 - 柳沢明子（柳沢保申正室）